# Wilhelm Winther
Otto Wilhelm Winther, född 29 november 1891 i Helsingborg, död 5 april 1983, var en svensk diplomat.

## Biografi
Winther var son till grosshandlaren Otto Jönsson och Christina Winther. Han tog studentexamen 1909 och juris kandidatexamen i Lund 1913 och gjorde därefter tingstjänstgöring vid Luggude domsaga 1913-1914. Winther blev attaché vid Utrikesdepartementet UD 1916 och tjänstgjorde vid svenska beskickningen i London 1918 samt var andre sekreterare där 1919. Han var Utrikesministerns sekreterare 1920, legationssekreterare i Kristiania 1923 och byråchef vid UD:s politiska avdelning 1924 samt legationsråd i Paris 1928. Winther var envoyé i Ankara, Aten och Sofia 1934, Moskva 1938, Buenos Aires, Montevideo och Asunción 1940, Prag 1947, Madrid 1951 och var ambassadör där 1956-1958.
Han var även ombud vid internationella luftfartskonferensen 1925, konferensen för upphävandet av export- och importrestriktioner i Paris 1929, konferensen angående avsättningen av jordbruksproduktion i Paris 1931, internationella utställningsbyråns styrelse i Paris 1931-1934, internationella rådet för tyska flyktingar i Lausanne 1933, ordförande svenska delegationen vid handelsförhandlingar med Tjeckoslovakien 1947 och ombud vid handelsförhandlingar med Spanien 1952-1956. Winther var även styrelseordförande i föreningen Postmusei Vänner 1958-1967 och blev hedersmedlem 1967.
Winther gifte sig 1922 med Cornelia Kuylenstierna (född 1897), dotter till major Osvald Kuylenstierna och Elisabeth Hammarberg. Han var far till Otto (född 1923), Jan (född 1924), Wiveka (född 1928), Henry (född 1936) och Christian (född 1940). Winther avled den 5 april 1983 och gravsattes 27 maj 1983 på Norra begravningsplatsen i Stockholm.

## Utmärkelser
Winthers utmärkelser:
- Kommendör med stora korset av Nordstjärneorden (KmstkNO)
- Storkorset av Bulgariska Civilförtjänstorden (StkBulgCfO)
- Storkorset av Grekiska Fenixorden (StkGrFenO)
- Storkorset av Spanska Isabel la catolicas orden (StkSpICO)
- Storkorset av Ungerska republikens Förtjänstorden (StkUngRFO)
- Kommendör av Finlands Vita Ros’ orden (KFinlVRO)
- Kommendör av Franska Svarta stjärnorden (KFrSvSO)
- Kommendör av Norska Sankt Olavsorden (KNS:tOO)
- Officer av Franska Hederslegionen (OffFrHL)
- Officer av Nederländska Oranien-Nassauorden (OffNedONO)